# Долгоносик амбарный обыкновенный
Долгоно́сик амба́рный обыкнове́нный или зерновый слоник (Sitophilus granarius) — вид жесткокрылых из семейства долгоносиков. Наносит большой ущерб запасам зерна.

## Описание
Окрас тёмно-коричневый, длина тела 3—4 мм, крылья недоразвиты, поэтому летать он не может.

## Распространение
Распространён повсеместно. Завозится в различные места вместе с зерном.

## Экология

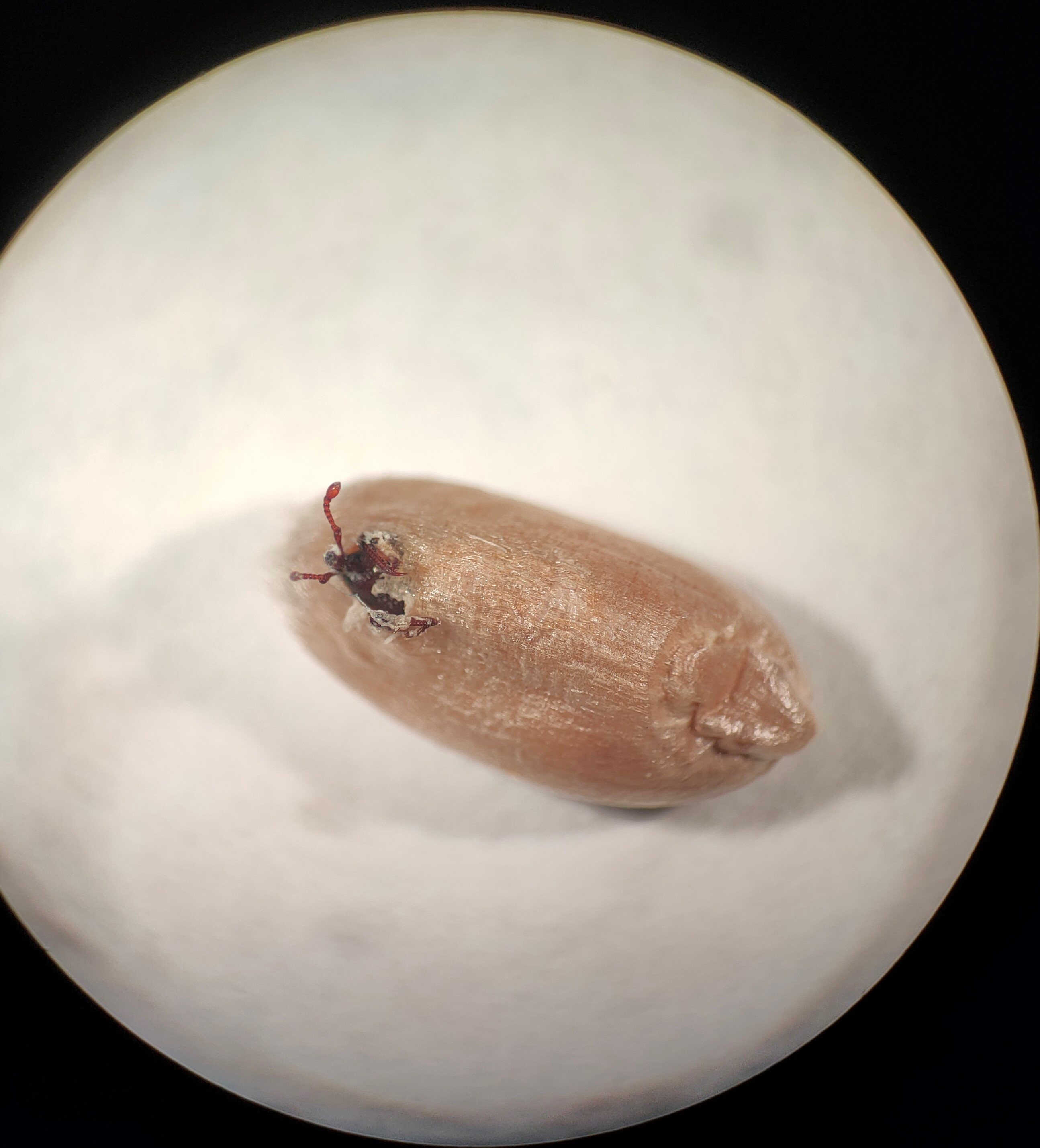
Личинка

Яйца желтоватые, длиной 0,6—0,7 мм. Личинки безногие, длиной до 3 мм, с коричневой головой. Куколки желтоватые, длиной 2,7 мм. Жуки и личинки повреждают пшеницу, рожь, ячмень, рис. Личинки выедают в зерне весь эндосперм, оставляя только оболочку.

## Меры борьбы
Смесь инсектицидов действует эффективнее против амбарных долгоносиков, чем различные виды инсектицидов по отдельности. Также в борьбе с этим вредителем могут использоваться энтомопатогенные грибы.